# Високата ела
Високата ела е вековно дърво в Пирин планина.

## Местоположение
Намира се на около 900 m южно от хижа „Гоце Делчев“ (около 30 минути пеша), в местността Гундова мочара. Първоначално се върви нагоре по ски-пистата около 20 минути. По табелките по дърветата се стига до отбивка към гората наляво на изток-югоизток. Оттам пътеката продължава около 10 минути през рядка букова гора до елата.

## Описание
Извисява се на 36 m, стволът ѝ има обиколка 4,5 m и съдържа около 48 m3 иглолистна дървесина.